# Gujeolpan
Gujeolpan alude tanto a un elaborado plato coreano formado por nueve comidas diferentes dispuestas en un plato de madera con nueve secciones divididas en forma de octágono, o al plato en sí. El nombre está compuesto en coreano por tres palabras hanja: gu (구, ‘nueve’), jeol (절, ‘sección’) y pan (판, ‘plato’). Los alimentos se separan por el color y los ingredientes, y comprende varios namul (verdura de hoja aliñada), carnes, champiñones y mariscos. En el centro de la bandeja se dispone una pila de jeon (panqueques coreanos) pequeños hechos con harina de trigo, que se llama miljeonbyeong (밀전병). Además de su uso como bandeja para comida usada para servir varios platos de una sola vez, el gujeolpan también se considera un objeto decorativo.

## Historia y valor estético
La historia del gujeolpan se remonta hasta el siglo XIV, cuando pasó a estar estrechamente relacionado con la realeza Joseon. El plato octogonal puede estar hecho de madera o plástico y se divide en ocho secciones exteriores y una sección central, recordando vagamente a una flor. También puede tener grabados elaboradas, joyas incrustadas y dibujos detallados. Los platos gujeolpan reales originales puede verse en museos como objetos presentes en las reconstrucción de las mesas reales.
El gujeolpan se considera uno de los más bellos y coloristas platos de centro coreanos. Las nueve secciones están cuidadosamente divididas y se rellenan con una cantidad adecuada de carnes y verduras variadas para hacerlo colorido y atractivo estéticamente. Incluso se ha dicho que la escritora Pearl S. Buck quedó tan asombrada por la belleza y apariencia colorista del gujeolpan que no pudo dejar de alabarlo, y como resultado rehusó comer porque no quiso «destruir una cosa tan bella comiéndola».

## Consumo

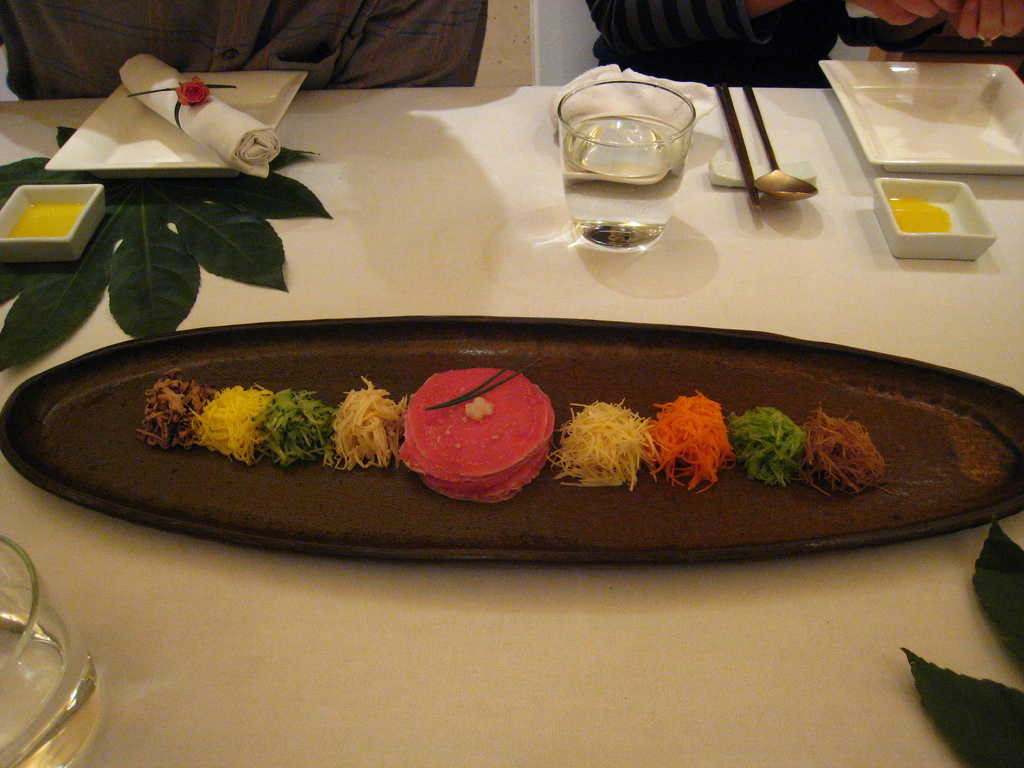
Una variante del gujeolpan.

Lo que una vez estuvo disponible para la nobleza coreana puede hoy ser disfrutado por cualquiera en los muchos lugares de Corea que se especializan en cocina antigua coreana (si bien algunos locales pueden ser bastante caros). También se prepara a veces para los banquetes de boda llamados pyebaek. Cada una de las secciones exteriores lleva diferentes variedades de carne y verdura, como zanahoria, champiñón, ternera, brotes de judía, puerro, rábano, etcétera, mientras la sección central suele reservarse para el miljeonbyeong, que son pequeños panqueques de trigo planos circulares y finos como el papel, aunque menores y más blandos que las tortillas. Estos panqueques se usan para envolver las diversas carnes y verduras de las otras ocho secciones. Los comensales del gujeolpan eligen el alimento de una de las ocho secciones, lo ponen en una hoja de miljeongbyeong, la enrollan y la comen entera.